# Recettore del glutammato
I recettori del glutammato sono recettori sinaptici e non sinaptici situati principalmente sulle membrane delle cellule neuronali e gliali.
Il glutammato, in quanto neurotrasmettitore eccitatorio predominante nel sistema nervoso centrale (SNC) dei mammiferi, è essenziale per la trasmissione dei segnali nelle reti neuronali. I suoi recettori sono fondamentali per facilitare la comunicazione tra i neuroni, influenzando vari aspetti della funzione cerebrale. Questo ruolo centrale nella neurotrasmissione sottolinea l'importanza del glutammato nel sostenere e modulare le attività cerebrali. 
Il glutammato è la forma ionizzata dell'acido glutammico, ed è il neurotrasmettitore più importante dell'organismo e il principale neurotrasmettitore eccitatorio, essendo presente in oltre il 50% del tessuto nervoso. I recettori del glutammato sono responsabili dell'eccitazione postsinaptica delle cellule neurali mediata dal glutammato e sono importanti per la comunicazione neurale, la formazione della memoria, l'apprendimento e la regolazione. 
Nel corso degli anni, un numero sempre crescente di studi ha individuato questi recettori come i responsabili di diverse malattie neurodegenerative non solo per mutazioni nei geni che decodificano questi recettori ma anche per il loro ruolo fondamentale nell’eccitotossicità.

## Struttura e topologia

### Il glutammato
Il glutammato è il neurotrasmettitore più importante per il normale funzionamento del cervello. Il glutammato è un aminoacido non essenziale che non attraversa la barriera emato-encefalica e quindi deve essere sintetizzato nei neuroni a partire da precursori locali. Il più diffuso per la sintesi del glutammato è la glutammina;  la quale viene rilasciata dalle cellule gliali e assorbita nei terminali presinaptici,  per essere poi metabolizzata a glutammato dall'enzima mitocondriale glutaminasi. Il glutammato sintetizzato nel citoplasma presinaptico, è confezionato in vescicole sinaptiche da trasportatori del glutammato. Una volta rilasciato, viene rimosso dallo spazio sinaptico dai trasportatori di aminoacidi eccitatori (EAAT). Questo processo di rimozione del glutammato dallo spazio sinaptico è essenziale per evitare una eccessiva attivazione dei recettori e di conseguenza un'elevata concentrazione di glutammato. La mancanza di questo processo di rimozione è associata a episodi di ischemia

### Recettori ionotropici del glutammato
Sono stati identificati diversi tipi di recettori del glutammato. Nei mammiferi 18 geni sono responsabili per la sintesi di altrettante unità. I recettori del glutammato (e di conseguenza le unità che costituiscono il complesso proteico) prendono il loro nome in base agli agonisti selettivi che li attivano: recettori NMDA (acido N-metil-D-aspartato), recettori AMPA (α-amino-3-idrossil-5-metil-4-isoxazole-propionato) e recettori del Kainato (acido kainico/KA). Una quarta famiglia chiamata recettori delta è stata inclusa per identità della sequenza aminoacidica ma non è stato ancora scoperto un ligando che possa attivare tale famiglia di recettori.
Tutti i recettori ionotropici del glutammato dei mammiferi sono canali cationici non selettivi che permettono il passaggio di sodio e potassio e di calcio. Pertanto, l'attivazione dei recettori AMPA, KA e NMDA produce sempre risposte postsinaptiche eccitatorie in quanto sono capaci di alterare il valore della differenza di membrana da valori negativi (circa -70 mV) a valori positivi (circa +30 mV). 
Come altri recettori ionotropici, anche i recettori AMPA/kainati e NMDA sono formati dall'associazione di diverse subunità proteiche che possono combinarsi in molti modi per produrre un gran numero di isoforme recettoriali.

#### Struttura
I recettori del glutammato si assemblano a partire da quattro singole unità in un processo a due fasi. Prima, due unità formano un dimero e poi un tetramero a partire da due dimeri.  I tetrameri possono essere composti da subunità identiche (omomeri) o da subunità diverse (eteromeri). Generalmente, la formazione di eteromeri è osservata solo tra subunità di un sottotipo di recettori. Per esempio, le quattro subunità del recettore AMPA formano eteromeri tra loro ma non si coassemblano con i recettori kainati o NMDA. Ogni unità ha una struttura altamente modulare composta da quattro domini discreti: due grandi domini extracellulari globulari denominati dominio N-terminale (NTD) e dominio di legame del ligando (LBD), una regione residente nella membrana (TMD) e il dominio C-terminale intracellulare (CTD). Con l'eccezione del CTD, tutti i domini mostrano omologia con altre proteine.
La regione residente nella membrana comprende tre domini transmembrana (TMD1-4) di elica-α e un loop rientrante (TM2) tra TMD1 e TMD3.
Studi di cristallografia a raggi X hanno rivelato l'organizzazione delle subunità all'interno del recettore omomerico GluA2. Nello strato ATD, un dimero è costituito dalle subunità A e B, mentre il secondo dimero è formato dalle subunità C e D. Si verifica dunque un incrocio strutturale dall'ATD al LBD dove la composizione dei dimeri cambia in modo che le subunità A e D si uniscano per formare un dimero, e le subunità B e C formano il secondo dimero nello strato LBD.